# Голландское кладбище
Голландское кладбище (малайск. Perkuburan Belanda) расположено в старом городе Малакки у подножья холма Сент-Полс на улице Форт-Террас в 150 метрах от Старых Ворот.

## История
Голландское кладбище используется с конца XVII века — времён контроля Малакки Голландской Ост-Индской компанией — тем не менее, количество могил голландцев здесь меньше (всего 5, 1670—1682 годов), чем количество могил британцев (33 могилы 1818—1838 годов), чьё управление Малаккой началось в XIX веке по результатам Англо-голландского договора от 17 марта 1824 года.
Первым похороненным здесь британцем в 1818 году стал морской капитан Джон Кидд, последней из похороненных в 1838 году стала жена одного из британских офицеров.
В 1976 году кладбище было признано памятником исторического наследия.

## Описание

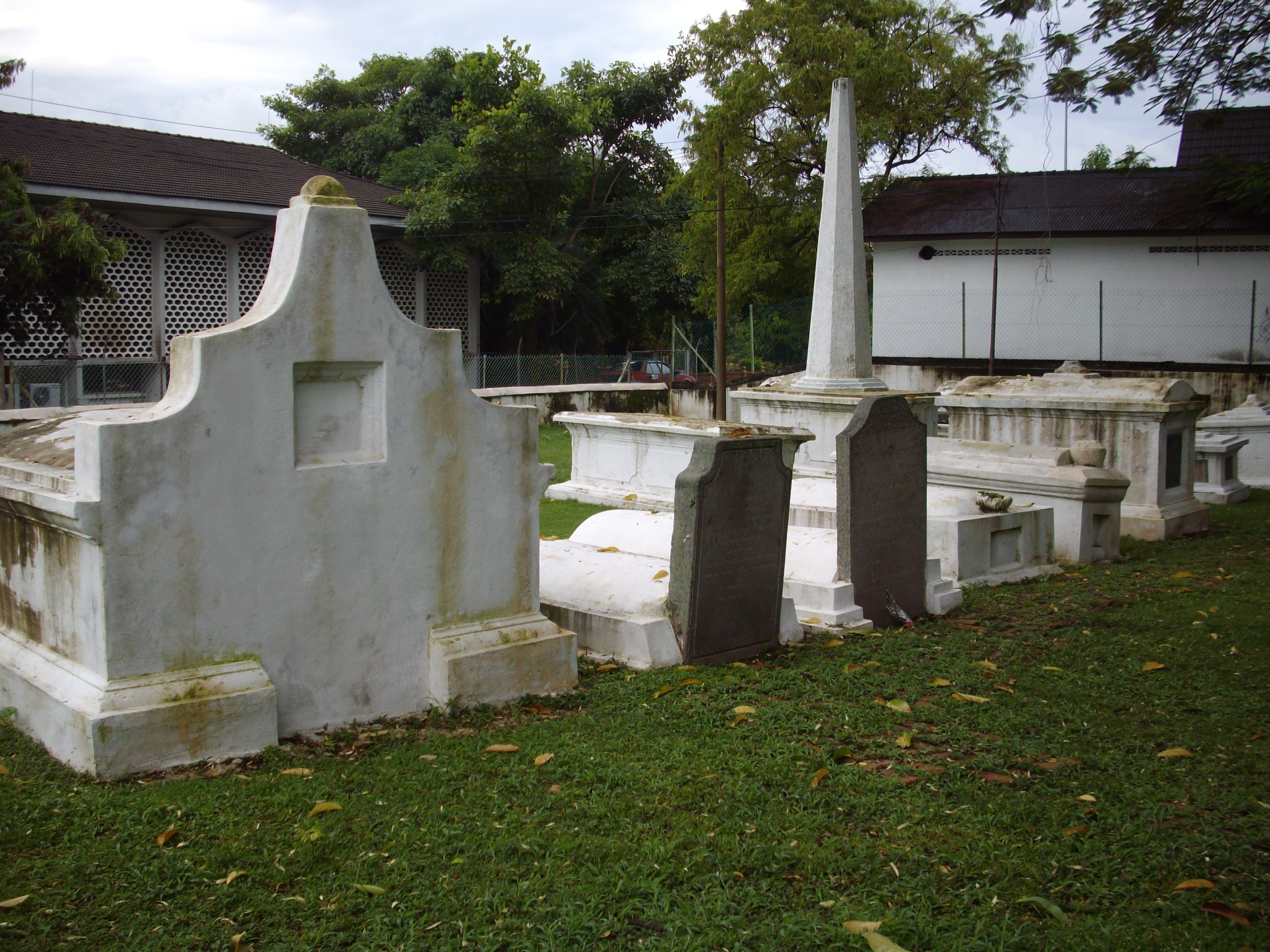
Вид на Голландское кладбище и Нанингский обелиск

Голландское кладбище окружено невысокой стеной; вход оформлен арочными воротами. В центре этого небольшого кладбища расположен обелиск в честь двух погибших во время Нанингской войны (1831—1832 годы) британских офицеров.
За долгие годы без ухода некоторая часть могильных плит оказалась утрачена, некоторая часть разрушена.